# Norgesmesterskapet 2010
La Norgesmesterskapet 2010 di calcio fu la 105ª edizione della manifestazione. Iniziò l'11 aprile e si concluse il 14 novembre 2010 con la finale all'Ullevaal Stadion. La detentrice era l'Aalesunds, eliminata al terzo turno. La squadra vincitrice, lo Strømsgodset, parteciperà alla Superfinalen 2011 contro i vincitori della Tippeligaen e ha avuto accesso al terzo turno di qualificazione all'Europa League 2011-2012.

## Formula
La competizione è interamente ad eliminazione diretta. Tutti i turni si svolgono in gara unica, con eventuali tempi supplementari e calci di rigore. Tutte le squadre della Tippeligaen 2010 hanno partecipato a partire dal primo turno.

## Calendario

### Primo turno
|                   | Risultato     |                 | Data                |
| ----------------- | ------------- | --------------- | ------------------- |
| Stålkameratene    | 2-1           | Harstad         | 12 maggio ore 17.00 |
| Grorud            | 1-2           | Eidsvold Turn   | 12 maggio ore 18.00 |
| Skeid             | 1-0           | Lørenskog       | 12 maggio ore 18.00 |
| Kjelsås           | 4-2           | Fram Larvik     | 12 maggio ore 18.00 |
| Brumunddal        | 5-2           | Oslo City       | 12 maggio ore 18.00 |
| Kongsberg         | 1-6           | Strømmen        | 12 maggio ore 18.00 |
| Tollnes           | 0-6           | Notodden        | 12 maggio ore 18.00 |
| Randaberg         | 2-1           | Ålgård          | 12 maggio ore 18.00 |
| Stavanger         | 3-0           | Vidar           | 12 maggio ore 18.00 |
| Fyllingen         | 0-0 (4-2 dcr) | Os              | 12 maggio ore 18.00 |
| Vadmyra           | 1-4           | Fana            | 12 maggio ore 18.00 |
| Nest-Sotra        | 2-1           | Åsane           | 12 maggio ore 18.00 |
| Varegg            | 0-1           | Stord           | 12 maggio ore 18.00 |
| Årdal             | 0-4           | Sogndal         | 12 maggio ore 18.00 |
| Fjøra             | 1-6           | Førde           | 12 maggio ore 18.00 |
| Træff             | 0-1           | Kristiansund BK | 12 maggio ore 18.00 |
| Skarbøvik         | 1-0           | Hødd            | 12 maggio ore 18.00 |
| Mo                | 1-2           | Steinkjer       | 12 maggio ore 18.00 |
| Strindheim        | 6-2           | Kolstad         | 12 maggio ore 18.00 |
| Orkla             | 1-5           | Byåsen          | 12 maggio ore 18.00 |
| Kopervik          | 1-2           | Vard Haugesund  | 12 maggio ore 18.00 |
| Fløya             | 2-0           | Senja           | 12 maggio ore 18.00 |
| Trosvik           | 0-6           | Fredrikstad     | 12 maggio ore 18.00 |
| Sprint-Jeløy      | 1-3           | Asker           | 12 maggio ore 18.00 |
| Drøbak/Frogn      | 1-3           | Sarpsborg 08    | 12 maggio ore 18.00 |
| Kolbotn           | 0-5           | Follo           | 12 maggio ore 18.00 |
| KFUM Oslo         | 1-0           | Ørn-Horten      | 12 maggio ore 18.00 |
| Hasle-Løren       | 0-1           | Sandefjord      | 12 maggio ore 18.00 |
| Oldenborg         | 0-1           | Kongsvinger     | 12 maggio ore 18.00 |
| Oppsal            | 1-11          | Vålerenga       | 12 maggio ore 18.00 |
| Korsvoll          | 1-4           | Moss            | 12 maggio ore 18.00 |
| Sagene            | 0-2           | Lyn Oslo        | 12 maggio ore 18.00 |
| Høland            | 1-12          | Stabæk          | 12 maggio ore 18.00 |
| Hauerseter        | 0-5           | Lillestrøm      | 12 maggio ore 18.00 |
| Flisa             | 1-1 (3-5 dcr) | Nybergsund      | 12 maggio ore 18.00 |
| Ottestad          | 0-6           | HamKam          | 12 maggio ore 18.00 |
| Lillehammer       | 3-2           | Manglerud Star  | 12 maggio ore 18.00 |
| Gjøvik            | 1-3           | Raufoss         | 12 maggio ore 18.00 |
| Jevnaker          | 0-7           | Hønefoss        | 12 maggio ore 18.00 |
| Modum             | 1-5           | Strømsgodset    | 12 maggio ore 18.00 |
| Birkebeineren     | 0-3           | Mjøndalen       | 12 maggio ore 18.00 |
| Tønsberg          | 5-2           | Ullensaker/Kisa | 12 maggio ore 18.00 |
| Pors Grenland     | 1-2           | Bærum           | 12 maggio ore 18.00 |
| Herkules          | 2-3           | Odd Grenland    | 12 maggio ore 18.00 |
| Jerv              | 0-3           | Start           | 12 maggio ore 18.00 |
| Frøyland          | 1-2           | Bryne           | 12 maggio ore 18.00 |
| Mandalskameratene | 1-0           | Vindbjart       | 12 maggio ore 18.00 |
| Trauma            | 1-2           | Flekkerøy       | 12 maggio ore 18.00 |
| Klepp             | 0-4           | Haugesund       | 12 maggio ore 18.00 |
| Hana              | 2-7           | Sandnes Ulf     | 12 maggio ore 18.00 |
| Brodd             | 0-2           | Viking          | 12 maggio ore 18.00 |
| Arna-Bjørnar      | 0-2           | Brann           | 12 maggio ore 18.00 |
| Hovding           | 0-4           | Løv-Ham         | 12 maggio ore 18.00 |
| Voss              | 1-4           | Valdres         | 12 maggio ore 18.00 |
| Volda             | 0-1           | Aalesund        | 12 maggio ore 18.00 |
| Surnadal          | 1-3           | Molde           | 12 maggio ore 18.00 |
| Nardo             | 1-2           | Frigg           | 12 maggio ore 18.00 |
| Malvik            | 2-5           | Ranheim         | 12 maggio ore 18.00 |
| Stjørdals-Blink   | 0-4           | Rosenborg       | 12 maggio ore 18.00 |
| Verdal            | 0-3           | Levanger        | 12 maggio ore 18.00 |
| Innstranden       | 2-5           | Bodø/Glimt      | 12 maggio ore 18.00 |
| Sortland          | 0-6           | Tromsø          | 12 maggio ore 18.00 |
| Ishavsbyen        | 0-5           | Tromsdalen      | 12 maggio ore 18.00 |
| Hammerfest        | 0-3           | Alta            | 12 maggio ore 18.00 |

### Secondo turno
|                   | Risultato       |              | Data                |
| ----------------- | --------------- | ------------ | ------------------- |
| Moss              | 3-1             | KFUM Oslo    | 19 maggio ore 18.00 |
| Kjelsås           | 2-3             | Sandefjord   | 19 maggio ore 18.00 |
| Bærum             | 0-2             | Stabæk       | 19 maggio ore 18.00 |
| Asker             | 1-2             | Sarpsborg 08 | 19 maggio ore 18.00 |
| Eidsvold Turn     | 0-4             | Strømmen     | 19 maggio ore 18.00 |
| HamKam            | 0-0 (10-11 dcr) | Nybergsund   | 19 maggio ore 18.00 |
| Brumunddal        | 1-6             | Lillestrøm   | 19 maggio ore 18.00 |
| Lillehammer       | 2-5             | Kongsvinger  | 19 maggio ore 18.00 |
| Raufoss           | 0-1             | Strømsgodset | 19 maggio ore 18.00 |
| Valdres           | 3-3 (7-8 dcr)   | Hønefoss     | 19 maggio ore 18.00 |
| Tønsberg          | 3-2             | Vålerenga    | 19 maggio ore 18.00 |
| Notodden          | 0-1             | Mjøndalen    | 19 maggio ore 18.00 |
| Flekkerøy         | 1-2             | Odd Grenland | 19 maggio ore 18.00 |
| Mandalskameratene | 1-2             | Start        | 19 maggio ore 18.00 |
| Bryne             | 4-1             | Stavanger    | 19 maggio ore 18.00 |
| Sandnes Ulf       | 4-1             | Stord        | 19 maggio ore 18.00 |
| Randaberg         | 2-4             | Viking       | 19 maggio ore 18.00 |
| Vard Haugesund    | 1-2             | Haugesund    | 19 maggio ore 18.00 |
| Fana              | 0-3             | Lyn Oslo     | 19 maggio ore 18.00 |
| Fyllingen         | 1-0             | Brann        | 19 maggio ore 18.00 |
| Nest-Sotra        | 1-4             | Løv-Ham      | 19 maggio ore 18.00 |
| Førde             | 2-3             | Sogndal      | 19 maggio ore 18.00 |
| Skarbøvik         | 2-3             | Aalesund     | 19 maggio ore 18.00 |
| Kristiansund BK   | 1-2 (dts)       | Ranheim      | 19 maggio ore 18.00 |
| Byåsen            | 0-2             | Tromsø       | 19 maggio ore 18.00 |
| Strindheim        | 2-4             | Molde        | 19 maggio ore 18.00 |
| Steinkjer         | 1-4             | Rosenborg    | 19 maggio ore 18.00 |
| Stålkameratene    | 0-3             | Bodø/Glimt   | 19 maggio ore 18.00 |
| Tromsdalen        | 5-1             | Fløya        | 19 maggio ore 18.00 |
| Alta              | 3-1             | Nardo        | 19 maggio ore 18.00 |
| Skeid             | 2-4             | Fredrikstad  | 20 maggio ore 18.00 |
| Levanger          | 2-3             | Follo        | 20 maggio ore 18.00 |

### Terzo turno
|              | Risultato     |              | Data                |
| ------------ | ------------- | ------------ | ------------------- |
| Follo        | 4-2           | Lillestrøm   | 9 giugno ore 18.00  |
| Lyn Oslo     | 2-4           | Strømsgodset | 9 giugno ore 18.00  |
| Stabæk       | 2-2 (6-7 dcr) | Tønsberg     | 9 giugno ore 18.00  |
| Strømmen     | 2-5           | Fredrikstad  | 9 giugno ore 18.00  |
| Kongsvinger  | 2-1 (dts)     | Nybergsund   | 9 giugno ore 18.00  |
| Sandefjord   | 4-2           | Moss         | 9 giugno ore 18.00  |
| Odd Grenland | 6-2           | Mjøndalen    | 9 giugno ore 18.00  |
| Løv-Ham      | 2-1           | Aalesund     | 9 giugno ore 18.00  |
| Molde        | 1-3           | Sogndal      | 9 giugno ore 18.00  |
| Bodø/Glimt   | 1-2 (dts)     | Ranheim      | 9 giugno ore 18.00  |
| Tromsdalen   | 0-2 (dts)     | Tromsø       | 9 giugno ore 18.00  |
| Haugesund    | 6-1           | Bryne        | 9 giugno ore 18.00  |
| Fyllingen    | 1-4           | Viking       | 10 giugno ore 18.00 |
| Start        | 2-0           | Sandnes Ulf  | 10 giugno ore 18.00 |
| Rosenborg    | 3-1           | Alta         | 30 giugno ore 18.00 |
| Sarpsborg 08 | 2-2 (5-6 dcr) | Hønefoss     | 30 giugno ore 18.00 |

### Quarto turno
|              | Risultato |              | Data               |
| ------------ | --------- | ------------ | ------------------ |
| Sogndal      | 4-2       | Løv-Ham      | 7 luglio ore 18.00 |
| Sandefjord   | 1-4       | Rosenborg    | 7 luglio ore 18.00 |
| Strømsgodset | 3-0       | Haugesund    | 7 luglio ore 18.00 |
| Tønsberg     | 0-2       | Follo        | 7 luglio ore 18.00 |
| Hønefoss     | 1-5       | Odd Grenland | 7 luglio ore 18.00 |
| Viking       | 2-0       | Kongsvinger  | 7 luglio ore 18.00 |
| Tromsø       | 0-2       | Ranheim      | 7 luglio ore 18.00 |
| Fredrikstad  | 0-1       | Start        | 7 luglio ore 18.00 |

### Quarti di finale
|              | Risultato |              | Data                |
| ------------ | --------- | ------------ | ------------------- |
| Ranheim      | 1-2       | Strømsgodset | 14 agosto ore 14.00 |
| Rosenborg    | 4-3       | Start        | 14 agosto ore 19.45 |
| Follo        | 3-1       | Sogndal      | 15 agosto ore 18.00 |
| Odd Grenland | 2-1       | Viking       | 15 agosto ore 20.00 |

### Semifinali
|              | Risultato |              | Data                   |
| ------------ | --------- | ------------ | ---------------------- |
| Follo        | 3-2 (dts) | Rosenborg    | 22 settembre ore 16.00 |
| Strømsgodset | 2-0 (dts) | Odd Grenland | 22 settembre ore 20.00 |

### Finale
| Arbitro: | Hagen |

|  |           |                         |
|  | Marcatori | 30’ Kamara 42’ Andersen |

| Follo | Strømsgodset |

#### Formazioni
| Follo (4-4-2)     |    |                        |         |
|                   |    |                        |         |
| POR               | 1  | Glenn Arne Hansen      |         |
| TD                | 2  | Jens Kristian Skogmo   |         |
| DC                | 5  | Edvard Skagestad       |         |
| DC                | 6  | Christian Petersen (C) |         |
| TS                | 3  | Benjamin Dahl Hagen    |         |
| CLD               | 18 | Alban Shipshani        | 70’     |
| CEN               | 4  | Øystein Grini          | 37’     |
| CEN               | 7  | Anders Jahnsen         | 90’     |
| CLS               | 10 | Alexander Ruud Tveter  |         |
| ATT               | 25 | Eirik Markegård        |         |
| ATT               | 20 | Bonaventure Maruti     | 88’ 62’ |
| A disposizione:   |    |                        |         |
| POR               | 13 | Sindre Evensen         |         |
| CEN               | 8  | Mads Grytnes Clausen   | 62’     |
| ATT               | 9  | Patrik Karoliussen     | 90'+1’  |
| CEN               | 15 | Halvor Raddum          |         |
| CEN               | 16 | Christian Bwamy        |         |
| DIF               | 17 | Anders Tronbøl         | 37’     |
| CEN               | 21 | Jørgen Røssevold       |         |
| Allenatore:       |    |                        |         |
| Hans Erik Eriksen |    |                        |         |

| Strømsgodset (4-2-3-1) |    |                          |  |     |
|                        |    |                          |  |     |
| POR                    | 12 | Adam Larsen              |  |     |
| TD                     | 26 | Lars Christopher Vilsvik |  |     |
| DC                     | 6  | Alexander Aas (C)        |  |     |
| DC                     | 2  | Glenn Andersen           |  |     |
| TS                     | 25 | Joel Riddez              |  |     |
| MED                    | 22 | André Hanssen            |  | 71’ |
| MED                    | 17 | Jason Morrison           |  |     |
| TRQ                    | 9  | Øyvind Storflor          |  | 86’ |
| TRQ                    | 10 | Jo Inge Berget           |  | 76’ |
| TRQ                    | 14 | Fredrik Nordkvelle       |  |     |
| ATT                    | 11 | Ola Kamara               |  |     |
| A disposizione         |    |                          |  |     |
| POR                    | 1  | Lars Stubhaug            |  |     |
| DIF                    | 3  | Lars Sætra               |  |     |
| DIF                    | 5  | Krister Aunan            |  |     |
| CEN                    | 20 | Mohammed Abu             |  |     |
| ATT                    | 21 | Garðar Jóhannsson        |  | 86’ |
| CEN                    | 27 | Alfred Sankoh            |  | 71’ |
| ATT                    | 28 | Petar Rnkovic            |  | 76’ |
| Allenatore:            |    |                          |  |     |
| Ronny Deila            |    |                          |  |     |